# کاج‌های زمینی
پنجه گرگ، لیکوپدیوم (نام علمی: Lycopodium) نام یک سرده از تیره پنجه‌گرگیان است.